# Mohawk
Mohawk (Kanien'kehá:ka, 'Ljudje iz kremena'), so eno od petih plemen Irokeške konfederacije, imenovani tudi Haudenosaunee ali "Pet narodov" skupaj z plemeni Cayuga, Oneida, Onondaga in Seneca.
V začetku 18. stoletja se jim je z juga pridružilo še pleme Tuscarora, od takrat so se imenovali tudi "Šest narodov".
Vsa plemena so govorila jezike iz irokeške družine. Pripadali so indijanski kulturi severovzhodnih gozdov. Irokezi so mešanica vrtnarjenja, ribičev, nabiralcev in lovcev, čeprav je tradicionalno njihova glavna prehrana izvirala iz kmetijstva.
V 17. in 18. stoletju so vzpostavili lasten imperij in igrali pomembno vlogo v zgodnji kolonialni zgodovini in severnoameriških kolonialnih vojnah tistega časa. Po ameriški revoluciji so dokončno izgubili vpliv in moč ter tudi domovino in v veliki meri bili razseljeni vse do Kanade in zahoda ZDA, tako da jih danes v prvotni domovini severnem delu države New York živi le še manjšina.